# Olja Savičević
Olja Savičević Ivančević, född 1974 i Split, är en kroatisk författare, poet och dramatiker. Hennes debutroman Adjö cowboy översattes till svenska av Djordje Zarkovic och uppmärksammades med ett hedersomnämnande i samband med utdelningen av Årets översättning 2017.

## Svenska översättningar
- 2015 – Adio kauboju (roman)
  - 2017 – Adjö cowboy, översättning Djordje Zarkovic